# TVR Typhon

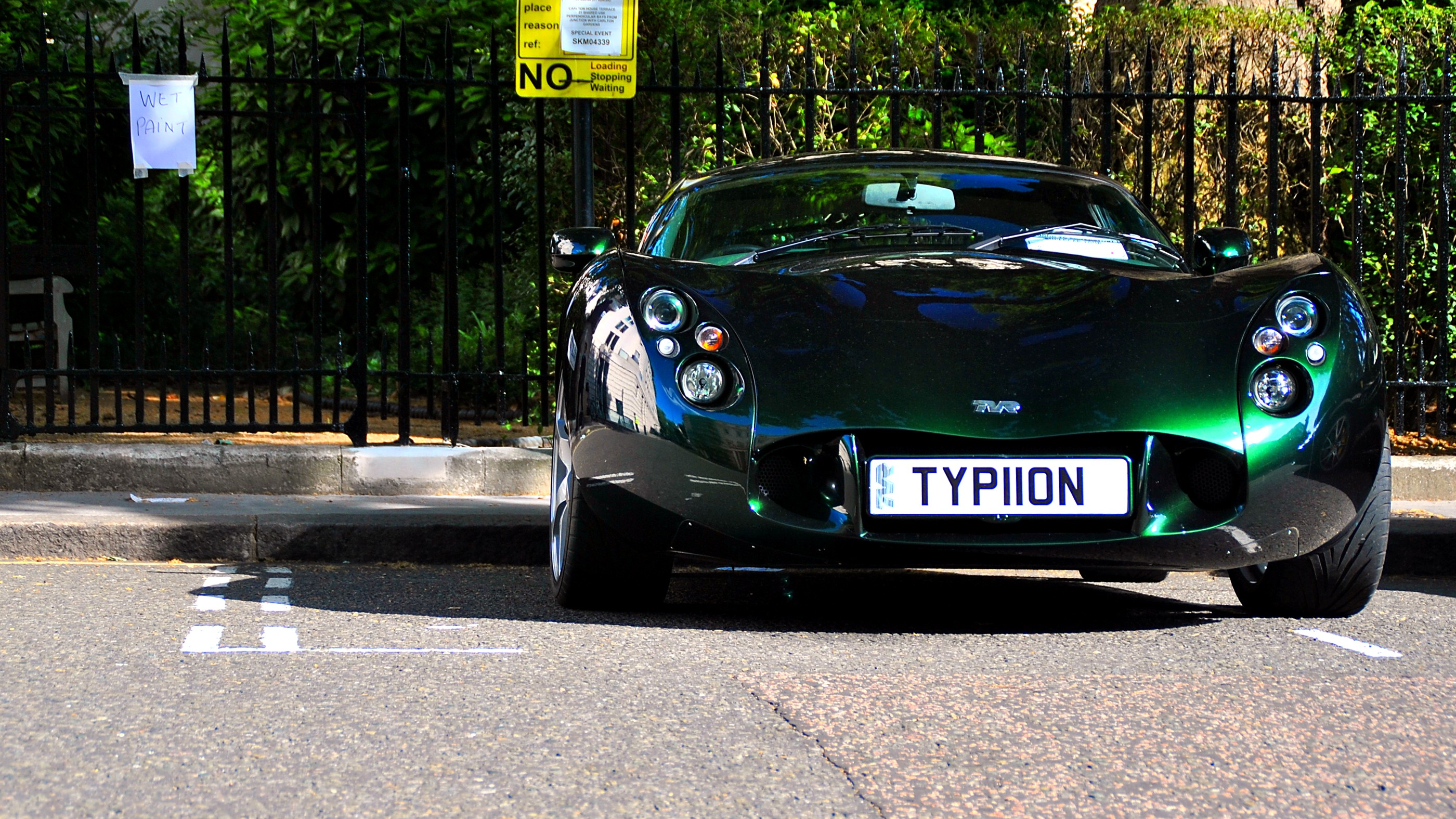
Fotografía de la parte frontal de un TVR modelo Typhon.

TVR Typhon es un automóvil deportivo producido por el fabricante británico TVR Motors en la sede de producción ubicada en la histórica Blackpool entre 2002 y 2004. El Typhon es el auto de producción en serie más rápido construido por TVR (mientras que si bien el modelo Cerbera Speed 12 es el auto más veloz construido por los ingenieros de TVR el mismo nunca se llevó a la producción en serie). La gran mayoría de los modelos Typhon producidos residen actualmente en Inglaterra.
A finales de 1990, el entonces propietario y Presidente de TVR, Peter Wheeler comenzó el proyecto para cumplir su ambición de poder presentar un TVR en Le Mans, un auto totalmente nuevo iba a ser necesario para consolidar dicha ambición. Tendría que ser construido con materiales y componestes modernos, es decir, más rígido que cualquier TVR antes construido y diseñado para alcanzar más de 200 mph en el legendario circuito de carreras Mulsanne Straight donde, sobre todo, ganar eran los objetivos claves.